# Srednja vas pri Dragi
Srednja vas pri Dragi je naselje v Občini Loški Potok.